# Saint-Brandan
Saint-Brandan is een gemeente in het Franse departement Côtes-d'Armor, in de regio Bretagne. De plaats maakt deel uit van het arrondissement Saint-Brieuc. Saint-Brandan telde op 1 januari 2022 2.285 inwoners.

## Geografie
De oppervlakte van Saint-Brandan bedraagt 25,16 km², de bevolkingsdichtheid is 92 inwoners per km² (per 1 januari 2019).
De onderstaande kaart toont de ligging van Saint-Brandan met de belangrijkste infrastructuur en aangrenzende gemeenten.

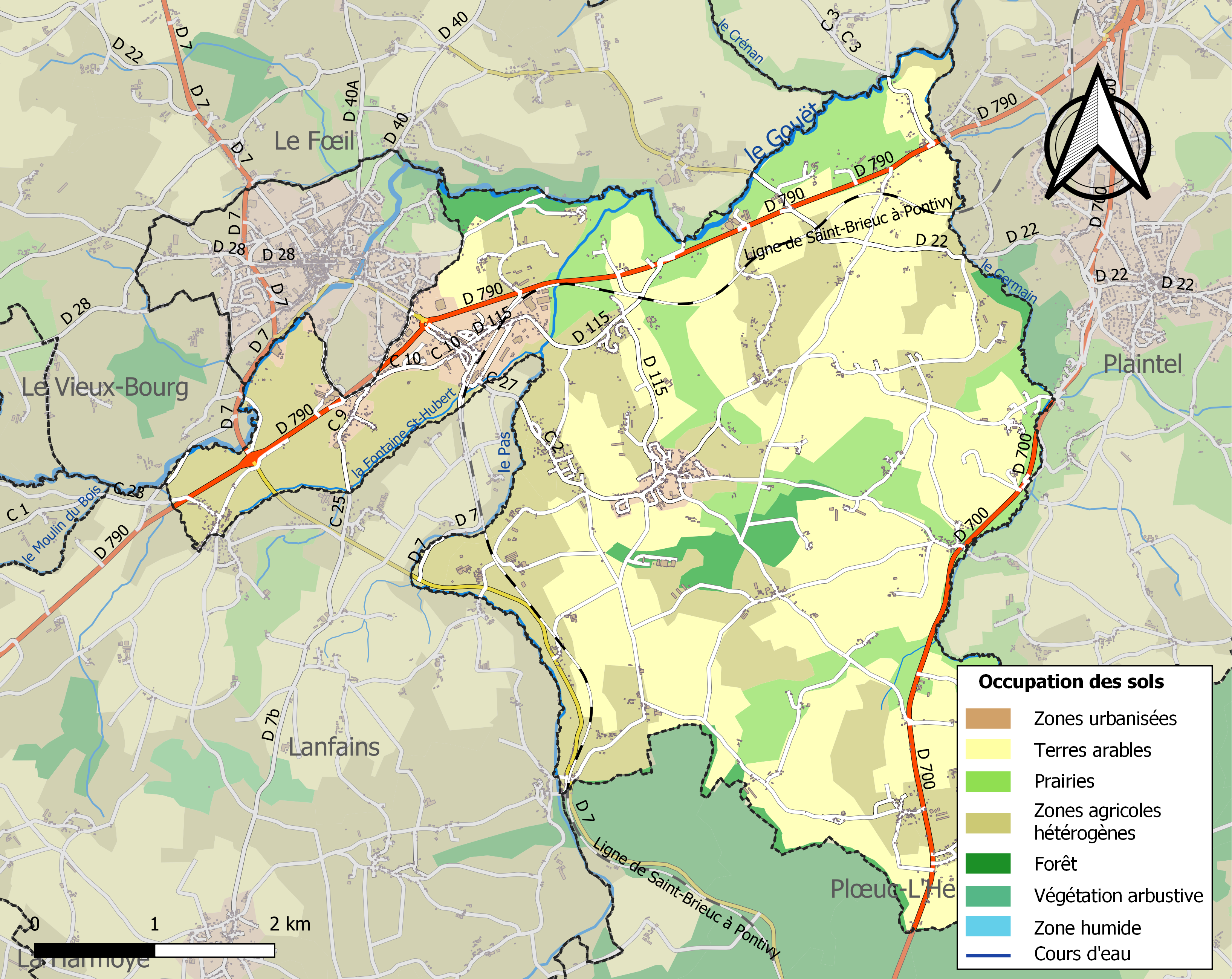

## Demografie
Onderstaande figuur toont het verloop van het inwonertal (bron: INSEE-tellingen). 